# Bandjarees
Bandjarees of Banjar is de moedertaal van de Bandjarezen of Banjar op Borneo. Zij waren rond 1600 al bekend als bewoners van het sultanaat Bandjermasin en zeer actief in de handel. Het Bandjarees is nog steeds een veel gebruikte voertaal, niet alleen in Zuid-Kalimantan, waar het huidige Banjarmasin ligt, maar ook in het aangrenzende Oost- en Centraal-Kalimantan.
Het Bandjarees behoort net als het Maleis en het Indonesisch tot de Malayaanse talen uit de Autronesische taalfamilie. Het wordt traditioneel geschreven met een voor Maleise talen aangepast Arabisch alfabet, het zogenaamde Jawischrift.

## Voorbeeld: tellen van een tot tien
Onderstaande tabel geeft een kleine indruk van het Bandjarees, vergeleken met het Indonesisch en het Nederlands.
| Bandjarees | Indonesisch | Nederlands |
| ---------- | ----------- | ---------- |
| asa        | satu        | een        |
| dua        | dua         | twee       |
| talu       | tiga        | drie       |
| ampat      | empat       | vier       |
| lima       | lima        | vijf       |
| anam       | enam        | zes        |
| pitu       | tujuh       | zeven      |
| walu       | delapan     | acht       |
| sanga      | sembilan    | negen      |
| sapuluh    | sepuluh     | tien       |